# Holzappel
Holzappel település Németországban, Rajna-vidék-Pfalz tartományban. Lakosainak száma 1056 fő (2023. december 31.).

## Népesség
A település népességének változása:
| Lakosok száma | 1031 | 1024 | 1026 | 1018 | 1048 | 1056 |
|               | 1975 | 2017 | 2019 | 2021 | 2022 | 2023 |